# Římskokatolická farnost Vranovice u Prostějova
Římskokatolická farnost Vranovice u Prostějova je územní společenství římských katolíků s farním kostelem svaté Kunhuty v prostějovském děkanátu.

## Historie
První písemná zmínka o obci Vranovice je z roku 1278. Farnost se připomíná roku 1399, v době předbělohorské byla nekatolická, kolem roku 1630 zanikla a patřila k Prostějovu. Roku 1849 byla ve Vranovicích zřízena expozitura. Farnost byla obnovena roku 1908.

## Duchovní správci
Od července 2018 byl administrátorem excurrndo P. Mgr. Adam Kazimierz Cynarski SDS. V roce 2022 jej nahradil jeho spolubratr z řeholní společnosti salvatoriánů, P. Mgr. Andrzej Kaliciak, SDS.

## Bohoslužby
| Kostel        | Místo             | Bohoslužba (den) | Hodina     | Poznámka     |
| ------------- | ----------------- | ---------------- | ---------- | ------------ |
| svaté Kunhuty | Vranovice-Kelčice | neděle středa    | 8.30 18.00 | Farní kostel |